# STAC3
STAC3 (англ. SH3 and cysteine rich domain 3) – білок, який кодується однойменним геном, розташованим у людей на 12-й хромосомі. Довжина поліпептидного ланцюга білка становить 364 амінокислот, а молекулярна маса — 41 507.
| 10         |  | 20         |  | 30         |  | 40         |  | 50         |
| ---------- |  | ---------- |  | ---------- |  | ---------- |  | ---------- |
| MTEKEVLESP |  | KPSFPAETRQ |  | SGLQRLKQLL |  | RKGSTGTKEM |  | ELPPEPQANG |
| EAVGAGGGPI |  | YYIYEEEEEE |  | EEEEEEPPPE |  | PPKLVNDKPH |  | KFKDHFFKKP |
| KFCDVCARMI |  | VLNNKFGLRC |  | KNCKTNIHEH |  | CQSYVEMQRC |  | FGKIPPGFHR |
| AYSSPLYSNQ |  | QYACVKDLSA |  | ANRNDPVFET |  | LRTGVIMANK |  | ERKKGQADKK |
| NPVAAMMEEE |  | PESARPEEGK |  | PQDGNPEGDK |  | KAEKKTPDDK |  | HKQPGFQQSH |
| YFVALYRFKA |  | LEKDDLDFPP |  | GEKITVIDDS |  | NEEWWRGKIG |  | EKVGFFPPNF |
| IIRVRAGERV |  | HRVTRSFVGN |  | REIGQITLKK |  | DQIVVQKGDE |  | AGGYVKVYTG |
| RKVGLFPTDF |  | LEEI       |  |            |  |            |  |            |

A: Аланін

C: Цистеїн

D: Аспарагінова кислота

E: Глутамінова кислота

F: Фенілаланін

G: Гліцин

H: Гістидин

I: Ізолейцин

K: Лізин

L: Лейцин

M: Метіонін

N: Аспарагін

P: Пролін

Q: Глутамін

R: Аргінін

S: Серин

T: Треонін

V: Валін

W: Триптофан

Задіяний у такому біологічному процесі, як альтернативний сплайсинг. 
Білок має сайт для зв'язування з іонами металів, іоном цинку. 